# Sanford Bishop

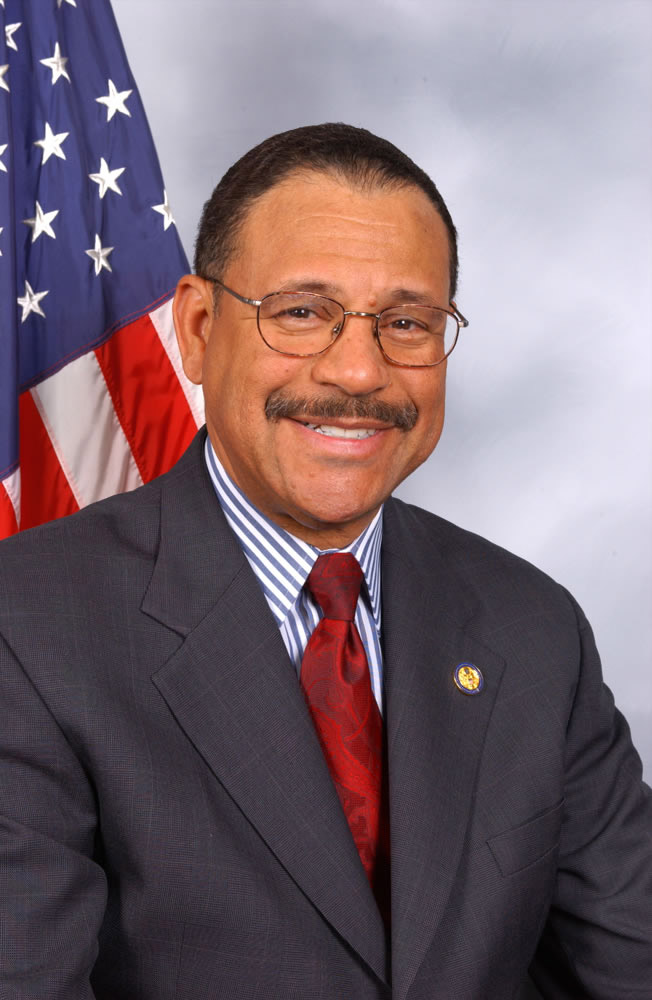
Sanford Bishop

Sanford Dixon Bishop Jr. (* 4. Februar 1947 in Mobile, Alabama) ist ein US-amerikanischer Politiker der Demokratischen Partei. Seit 1993 vertritt er den zweiten Distrikt des Bundesstaats Georgia im US-Repräsentantenhaus.

## Werdegang
Sanford Bishop besuchte die öffentlichen Schulen seiner Heimatstadt Mobile. Danach studierte er bis 1968 am Morehouse College in Atlanta, wo er 1968 mit einem Bachelor of Arts abschloss. Nach einem anschließenden Jurastudium mit Abschluss als Juris Doctor (J.D.) im Jahr 1971 an der Emory University School of Law und seiner Zulassung als Rechtsanwalt, begann er in seinem Beruf zu arbeiten. Zwischen 1969 und 1971 diente er in der US Army.
Bishop ist mit Vivian Creighton Bishop verheiratet und lebt privat in Albany. Das Paar hat eine erwachsene Tochter.

## Politik
Bishop wurde Mitglied der Demokratischen Partei. Zwischen 1977 und 1991 saß er als Abgeordneter im Repräsentantenhaus von Georgia; von 1991 bis 1993 gehörte er dem Staatssenat an.
Bei den Kongresswahlen des Jahres 1992 wurde er im zweiten Kongresswahlbezirk von Georgia in das US-Repräsentantenhaus in Washington, D.C. gewählt, wo er am 3. Januar 1993 die Nachfolge von Charles Floyd Hatcher antrat, den er in den Vorwahlen geschlagen hatte. Er konnte seither alle weiteren 15 Wahlen zwischen 1994 und 2024 ebenfalls gewinnen und kann sein Amt damit bis heute ausüben. Seine aktuelle, insgesamt 17., Legislaturperiode im Repräsentantenhaus des 119. Kongresses läuft noch bis zum 3. Januar 2027.

### Ausschüsse
Er ist Mitglied in folgenden Ausschüssen des Repräsentantenhauses:
- Committee on Agriculture
  - General Farm Commodities, Risk Management, and Credit
- Committee on Appropriations
  - Agriculture, Rural Development, Food and Drug Administration, and Related Agencies
  - Financial Services and General Government
  - Military Construction, Veterans Affairs, and Related Agencies

Außerdem ist er Mitglied in der konservativen Vereinigung Blue Dog Coalition der Demokraten und dem Congressional Black Caucus sowie in 50 weiteren Caucuses.

### Ansichten
Im Jahr 2002 stimmte er, als einer von nur vier Afroamerikanern, für den Irakkrieg. Bei den Präsidentschaftswahlen des Jahres 2008 unterstützte er Barack Obama. Außerdem spricht er sich für den 2. Zusatzartikel zur Verfassung der Vereinigten Staaten, und damit dem Recht Waffen zu besitzen, aus.